# تشاد مينديز
تشاد مينديز (بالإنجليزية: Chad Mendes) هو فنان قتال مختلط أمريكي، ولد في 1 مايو 1985 في هانفورد في الولايات المتحدة.

## وصلات خارجية
- الموقع الرسمي
- تشاد مينديز على موقع يو إف سي (الإنجليزية)
- تشاد مينديز على موقع شيردوغ (الإنجليزية)
- تشاد مينديز على موقع Tapology.com (الإنجليزية)
- تشاد مينديز على موقع IMDb (الإنجليزية)
- تشاد مينديز على موقع قاعدة بيانات الفيلم (الإنجليزية)